# 皮耶居-普吕维耶
皮耶居-普吕维耶（法語：Piégut-Pluviers，法語發音：[pjeɡy plyvje]），法国西南部市镇，位于新阿基坦大区多尔多涅省，隶属于农特龙区，其市镇面积为18.11平方公里，2022年1月1日时人口数量为1,178人，在法国市镇中排名第8,627位。
皮耶居-普吕维耶位于多尔多涅省北部，多条公路在此交汇。

## 地名来源
根据当地官方网站的论述，“Piégut”一名转写自“Podium Accutum”，后者意为“陡峭的高地”；“Pluviers”一名的来源及含义则尚有待考证，该名称自1862年起成为当地官方名称的一部分。
皮耶居-普吕维耶所处区域历史上曾通行奥克语利穆赞方言，“Piégut-Pluviers”在奥克语维基百科以及同语言的Openstreetmap中对应的拼写为“Puei 'Gut e Pluviers”。

## 历史

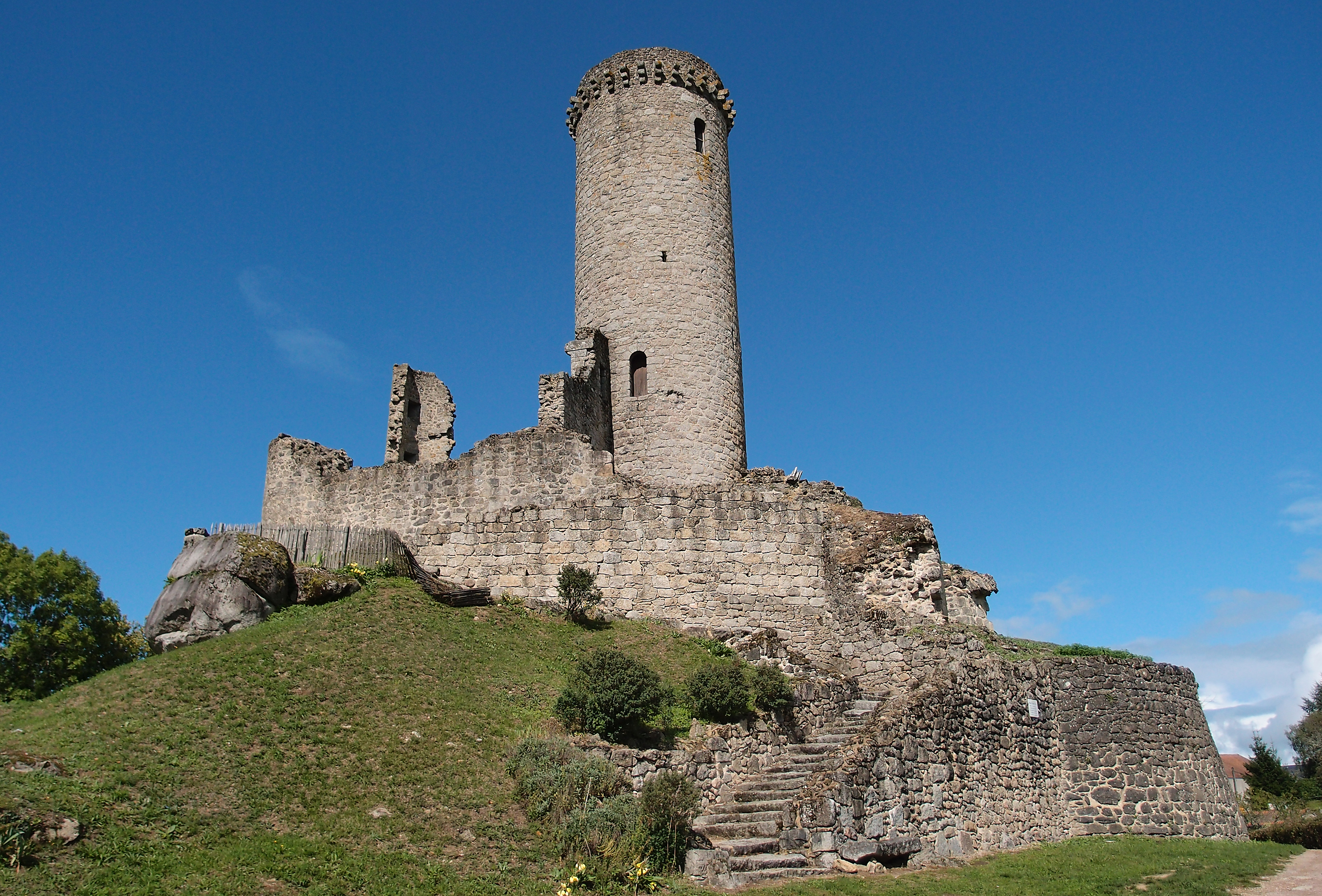
皮耶居塔

皮耶居-普吕维耶的早期历史尚不清楚。根据当地官方网站的论述，高卢-罗马时期一条道路从皮耶居-普吕维耶附近经过。公元九世纪时，利摩日子爵在皮耶居修建了一座碉楼。1199年，理查一世率兵攻占皮耶居，但他后在沙吕被刺杀。中世纪末，皮耶居塔几经易手。当地首次集市于1642年5月13日开展。法国大革命后，皮耶居冠以“普吕维耶”之名，成为多尔多涅省的一个市镇。1862年，普吕维耶镇政府搬迁至境内的皮耶居，其名称亦因此发生变更。2012年6月，皮耶居-普吕维耶曾举办奥克西塔尼亚文化节。

## 地理

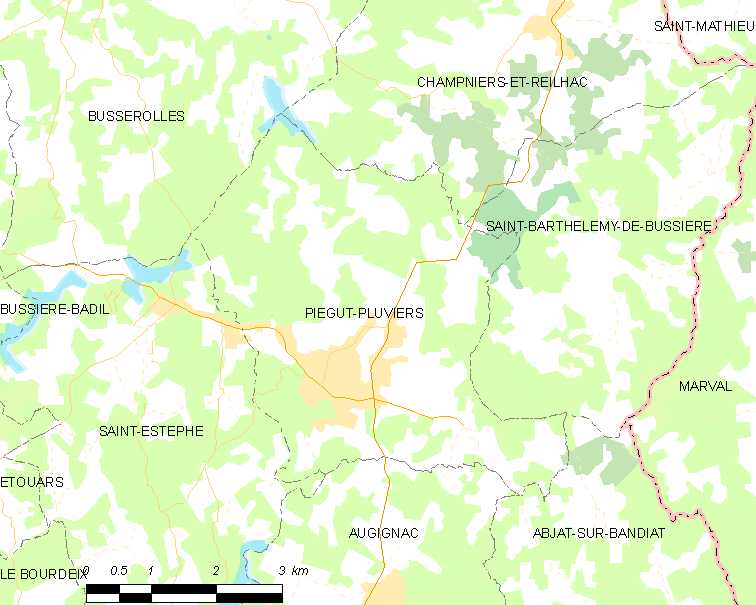
皮耶居-普吕维耶市镇范围地图

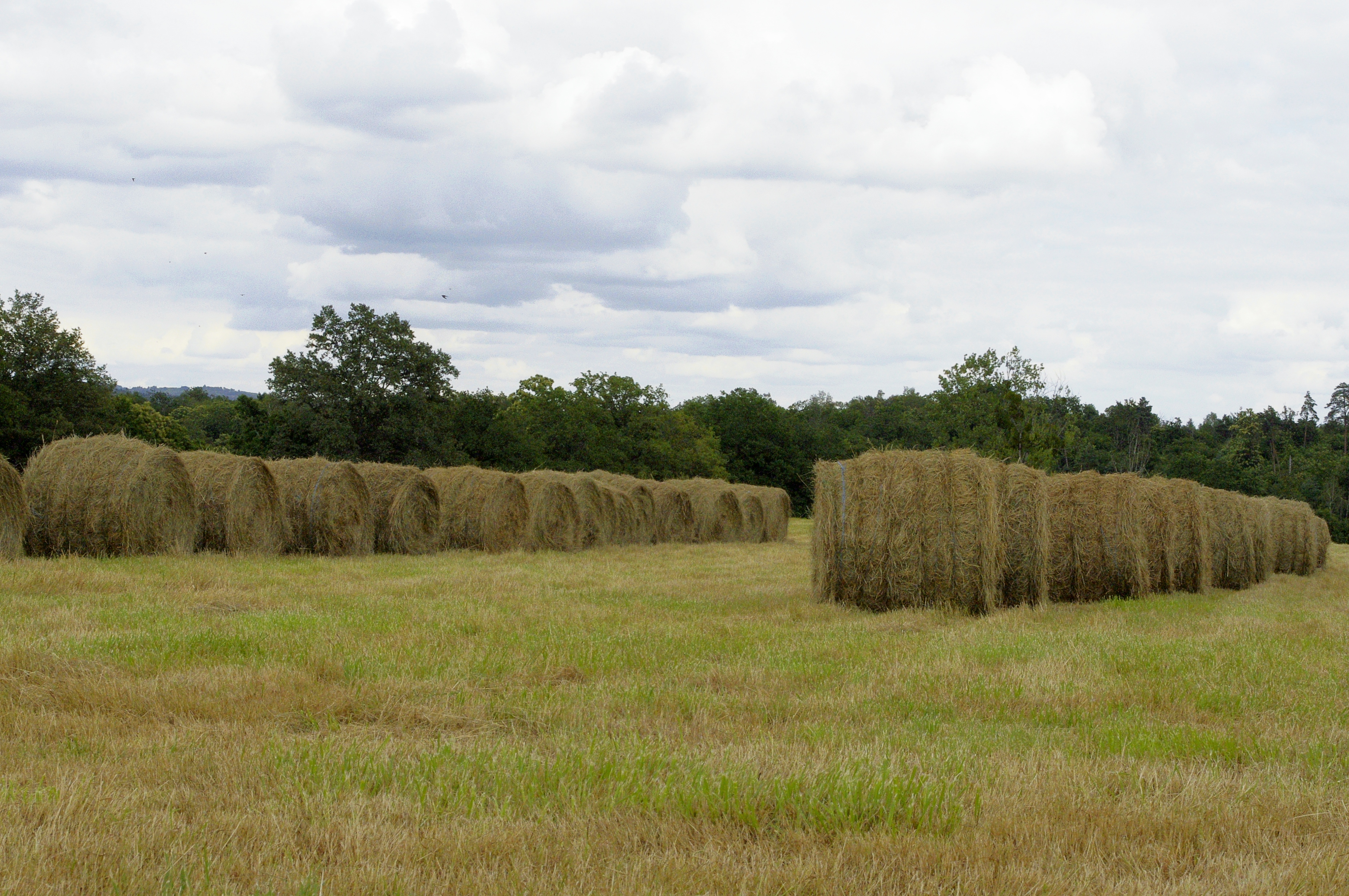
皮耶居-普吕维耶境内的农业景观

皮耶居-普吕维耶位于法国西南部，新阿基坦大区中部和多尔多涅省北部，距离省会佩里格大约60公里。与皮耶居-普吕维耶接壤的市镇包括：邦迪亚河畔阿布雅、欧日尼亚克、比斯罗勒、尚涅和雷亚克、圣巴泰勒米-德比西耶尔和圣埃斯泰夫。

### 地形
皮耶居-普吕维耶位于法国中央高原与阿基坦平原之间的过渡地带，绿色佩里戈尔地区及农特罗奈地区腹地，境内以浅丘和丘陵为主，市镇中心位于一处丘陵之间，西北和西南两侧为小丘，部分区域起伏明显，全境海拔在216到310米之间。

### 水文
皮耶居-普吕维耶位于夏朗德河流域范围内，市镇最北端与比斯罗勒和尚涅和雷亚克两个市镇交界处为格罗利耶塘（Étang de Grolhier），一条发源于皮耶居-普吕维耶镇中心附近的溪流向北注入该水域。此外皮耶居-普吕维耶市镇范围内还有多处小型湖塘分布。

### 植被
皮耶居-普吕维耶属于温带阔叶混交林区，林地多分布于水域附近及坡地地带，当地多博卡日景观。
在鲜花城市的评比中，皮耶居-普吕维耶暂未被评级。

### 气候
皮耶居-普吕维耶在柯本气候分类法中属于温带海洋性气候（Cfb）。

## 行政区划
皮耶居-普吕维耶的市镇编号为24328，邮政编号为24360。
在行政管理方面，皮耶居-普吕维耶隶属于法国新阿基坦大区多尔多涅省农特龙区；在地方选举方面，皮耶居-普吕维耶是农特龙绿色佩里戈尔县的中央投票站所在地，其市镇范围全境被划入多尔多涅省第三选区；在社会管理方面，皮耶居-普吕维耶是农特龙佩里戈尔市镇公共社区的组成部分。
截至2024年11月，皮耶居-普吕维耶市镇范围内暂无任何城市敏感街区及城市政策优先街区。
法国国家统计与经济研究所（简称“INSEE”）在进行数据统计时，未将皮耶居-普吕维耶划入任何城市核心区（Unité urbaine）及城市区（Aire urbaine）。自2020年起，皮耶居-普吕维耶城市区被包含19个市镇的农特龙城市辐射区代替。此外，INSEE还将皮耶居-普吕维耶市镇整体看作一个“块区”（IRIS），以便于统计人口分布情况。

## 交通

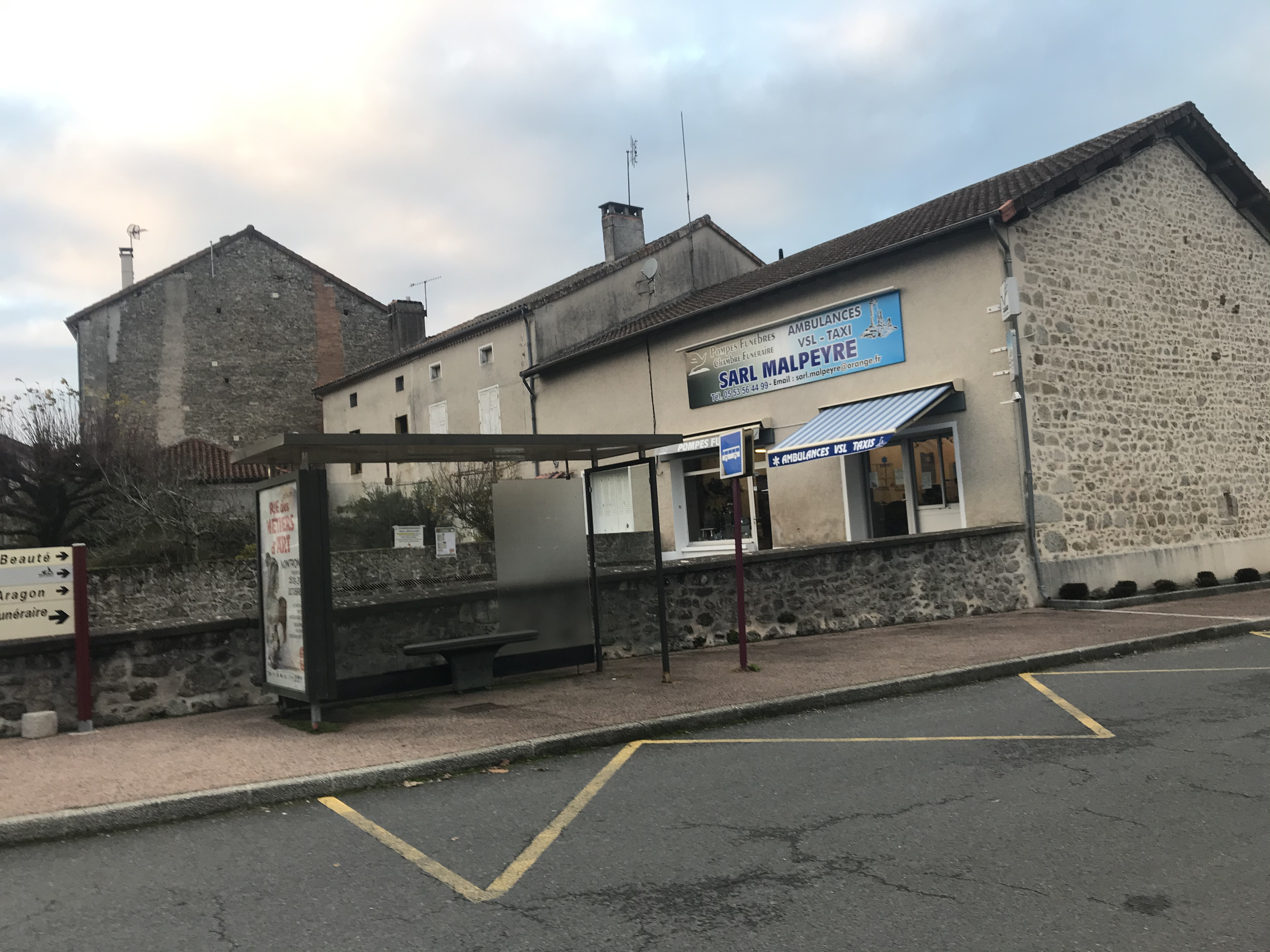
皮耶居-普吕维耶镇中心的城际巴士停靠站

### 公路
多尔多涅省省道D91线、D91e3线、D91e4线、D112线和D675线在皮耶居-普吕维耶境内交汇。新阿基坦大区城际客运321线停皮耶居-普吕维耶，可通往佩里格和农特龙。
2021年，59.1%的皮耶居-普吕维耶家庭拥有至少一辆私人汽车。2019年，皮耶居-普吕维耶境内共发生各类交通事故1起，造成1人受伤。
| 33 | 62 |

| 15 | 68 |

| 佩里格 | 62 |

| 农特龙 | 15 |

| 昂古莱姆 | 50 |

| 蒙布龙 | 18 |

| 罗什舒阿尔 | 29 |

| 沙吕 | 28 |

### 铁路
距离皮耶居-普吕维耶最近的运营中的客运铁路车站为32公里外的比西耶尔加朗站，该站停靠往返于利摩日和佩里格一线的区域列车，部分班次可直通波尔多。

### 航空
皮耶居-普吕维耶距离利摩日机场的公路里程大约57公里。

### 城市公共交通
截至2024年11月，皮耶居-普吕维耶暂无任何城市公共交通系统。

## 政治

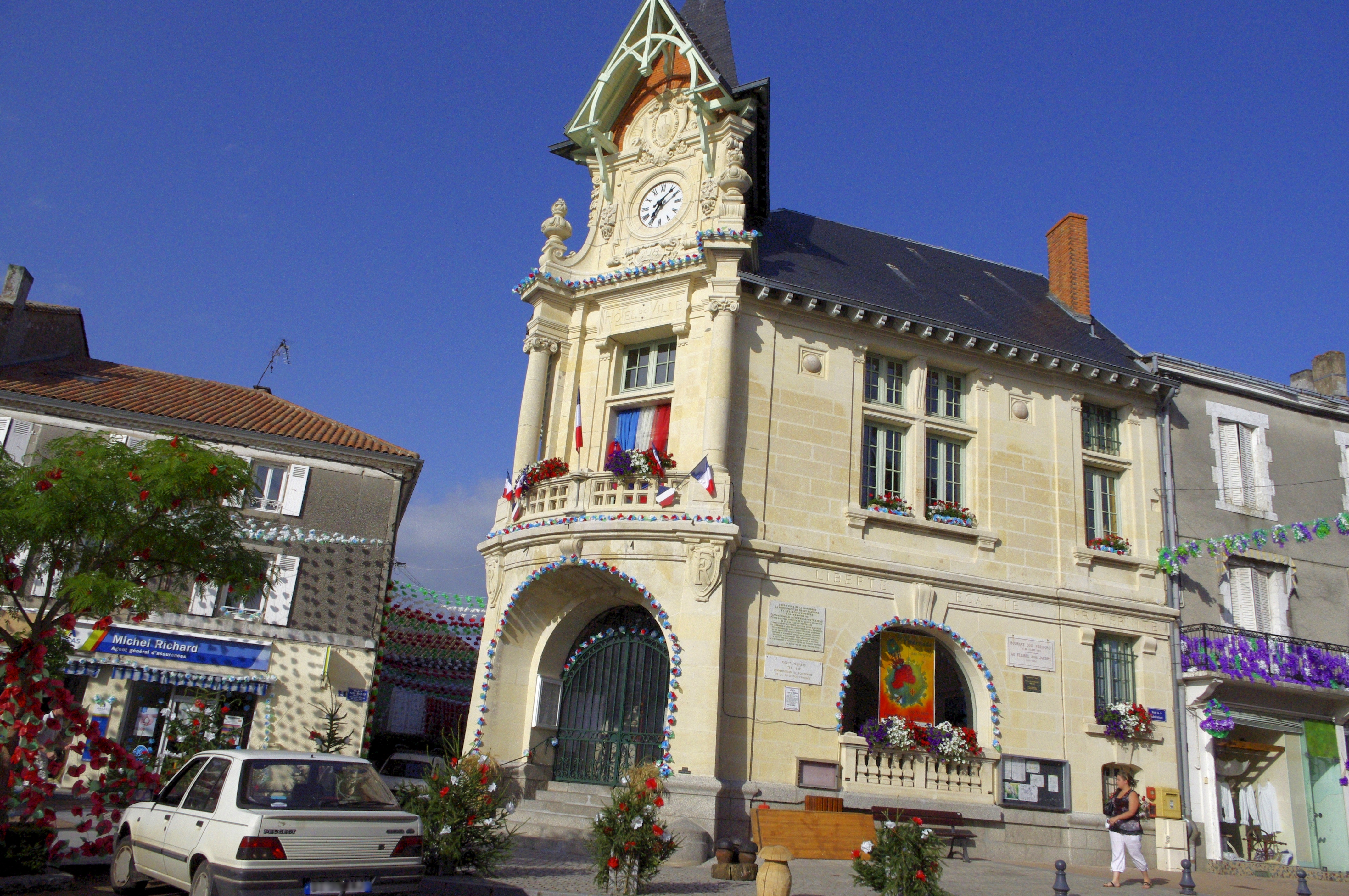
皮耶居-普吕维耶市政厅

皮耶居-普吕维耶的现任市长为阿兰·马尔扎先生（Alain MARZAT），他的党籍不详，在2020年的市政选举中获得了100.00%的支持率（无其他候选人）。
在2022年的法国总统大选的第二轮选举中，法国第25任总统埃马纽埃尔·马克龙在皮耶居-普吕维耶获得了57.17%的支持率。

## 人口
2021年，皮耶居-普吕维耶市镇人口数量为1,183，在法国排名第8,627位。其中男性546人，女性637人，75岁及以上人口占18.2%，外籍人口数量为107人，人口密度为65人/平方公里，当地居民被称为（男性）或（女性）。2022年，皮耶居-普吕维耶境内出生5人，死亡人口28人。
| 皮耶居-普吕维耶1901年－2021年人口变化情况 |
|                                           |
| 数据来源：Cassini、INSEE                  |

## 经济
截至2024年11月，皮耶居-普吕维耶市镇范围内共有各类用人单位（包含自雇）263家，平均历史为19年，其中98.45%为中小型企业（PME），2024年9月至11月间，当地的经济活力指数为0。（食品加工）和（钟表销售）是当地2022年已公布营业额最高的两个企业，分别为11,305,089欧元和191,453欧元。

## 财政与居民收入
2022年，皮耶居-普吕维耶的财政收入总额为999,060欧元，财政支出总额为665,040欧元，当年的债务总额为409,740欧元。2022年，皮耶居-普吕维耶市镇通过增值税获得57,970欧元的收入，此外当地还共获得了116,050欧元的国家直接财政补助。
| 皮耶居-普吕维耶居民收入情况                      | 皮耶居-普吕维耶居民收入情况 | 皮耶居-普吕维耶居民收入情况 | 皮耶居-普吕维耶居民收入情况 |
| 内容                                             | 皮耶居-普吕维耶             | 法国                        | 统计年份                    |
| ------------------------------------------------ | --------------------------- | --------------------------- | --------------------------- |
| 征税家庭总数                                     | 637                         | 1,081（法国市镇平均）       | 2022年                      |
| 居民平均月收入                                   | 1,895欧元                   | 2,435欧元                   | 2022年                      |
| 高级职员人均月收入                               | 不详                        | 4,331欧元                   | 2021年                      |
| 中级职员人均月收入                               | 不详                        | 2,470欧元                   | 2021年                      |
| 普通职员人均月收入                               | 不详                        | 1,801欧元                   | 2021年                      |
| 贫困率                                           | 不详                        | 14.5%                       | 2020年                      |
| 青壮年（15至64岁）失业率                         | 13.9%                       | 7.4%                        | 2020年                      |
| 征税家庭数量占比                                 | 33.4%                       | 45.5%                       | 2020年                      |
| 家庭年均纳税                                     | 1,706欧元                   | 4,393欧元                   | 2022年                      |
| 资料来源：INSEE、L'Internaute、Le Journal du Net |                             |                             |                             |

## 社会事务

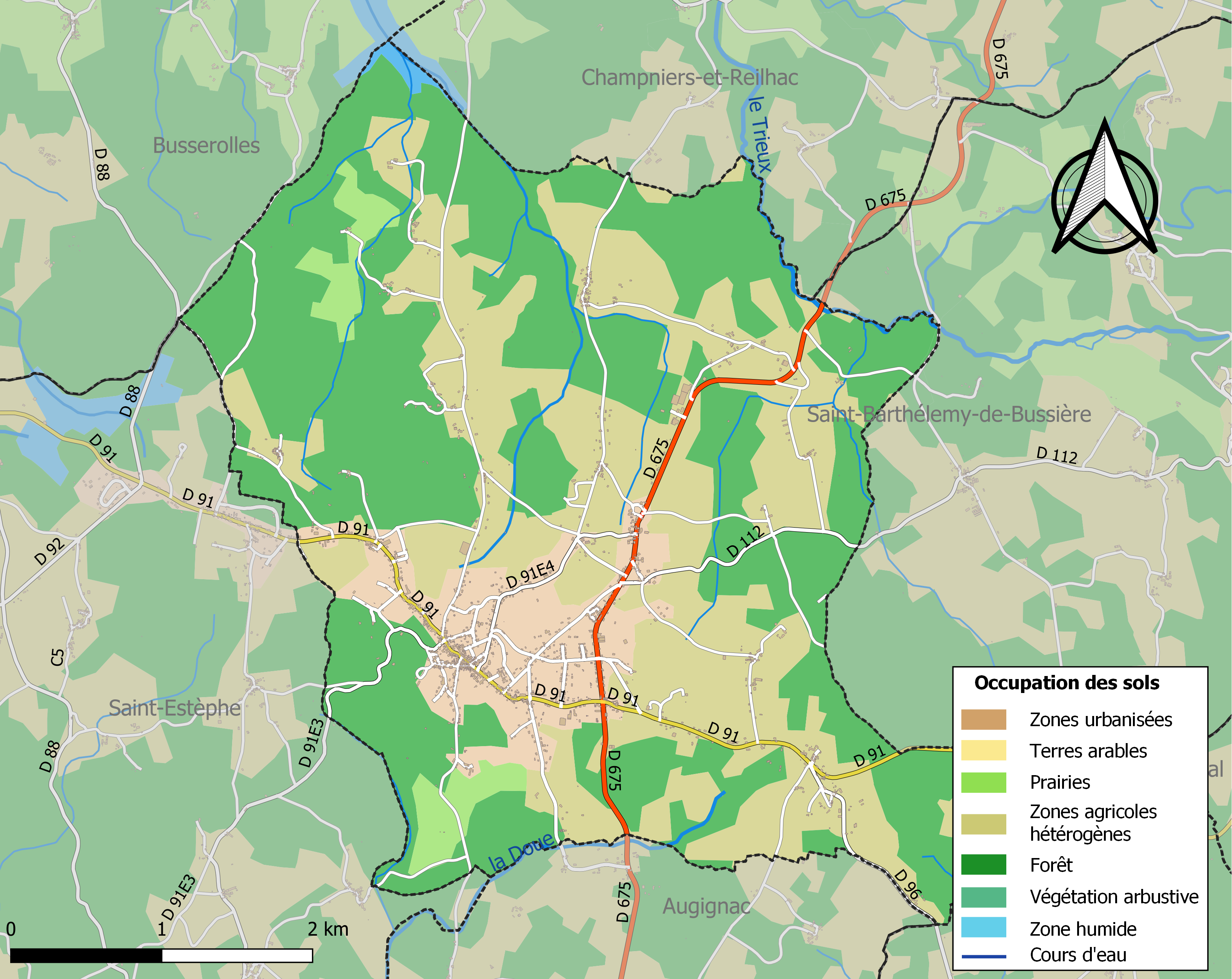
皮耶居-普吕维耶土地利用情况地图

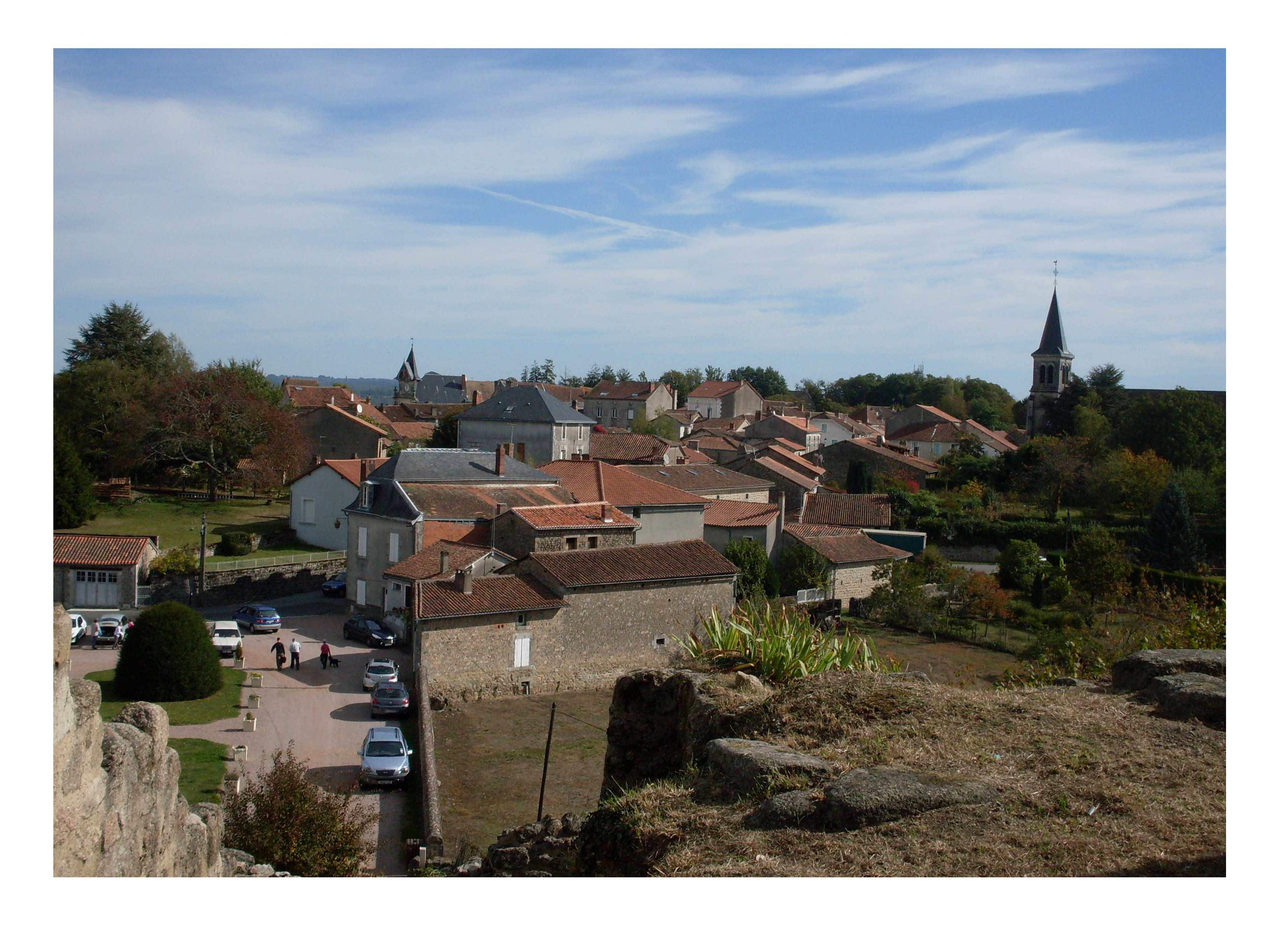
眺望皮耶居-普吕维耶镇中心

### 教育
皮耶居-普吕维耶属于波尔多学区。截至2023年1月1日，皮耶居-普吕维耶境内共有1所小学和1所初级中学。2022至2023学年度，皮耶居-普吕维耶境内共有在校中等教育阶段学生163名。

### 医疗
截至2023年1月1日，皮耶居-普吕维耶境内共有全科医生3名、牙医1名、护士4名和药房1家。
距离皮耶居-普吕维耶最近的区域性医疗机构为农特龙中心医院（Centre Hospitalier de Nontron），其主病区医院位于农特龙市区东侧，距离皮耶居-普吕维耶市区的正常车程大约15分钟，该院设有床位346个，是农特龙区规模最大的公立综合性医院。

### 住房
2021年，皮耶居-普吕维耶境内共有各类住房946套，其中87.3%为独立式住宅，12.5%为集中式住宅。常住房屋占皮耶居-普吕维耶市镇范围内居民建筑总量的70.7%。
在住房保障政策方面，2023年，皮耶居-普吕维耶境内共有200户家庭获得了家庭津贴补助，受益人数占总人口数量的16.9%，其中85份为房租补助。

### 商业
2021年，皮耶居-普吕维耶境内共有各类实体商铺57家，其中餐厅8家、大型超市1家、杂货店1家、面包房2家、肉铺2家、银行门店3家、美容美发店5家、汽车维修店7家。皮耶居-普吕维耶镇中心东侧建有一家Intermarché超市。

### 体育
2023年，皮耶居-普吕维耶境内共有1间体育馆、1处网球场以及1处足球或橄榄球场。
截至2024年11月，花岗岩地区体育协会（Association Sportive Pays Granitique，编号580631）是皮耶居-普吕维耶境内唯一的一家注册足球俱乐部，其主场为莱加雷讷球场（Stade des Garennes）。

### 环境
皮耶居-普吕维耶的环境事务由其所属的农特龙佩里戈尔市镇公共社区联合各级政府协调负责。2021年，皮耶居-普吕维耶境内暂无污染企业。

### 治安
2021年，皮耶居-普吕维耶市镇范围内有1处宪兵队。
2023年，皮耶居-普吕维耶市镇范围内累计记录各类案件21起，其中盗窃类案件12起，人身侵犯类案件6起，毒品交易类案件2起。

## 文化

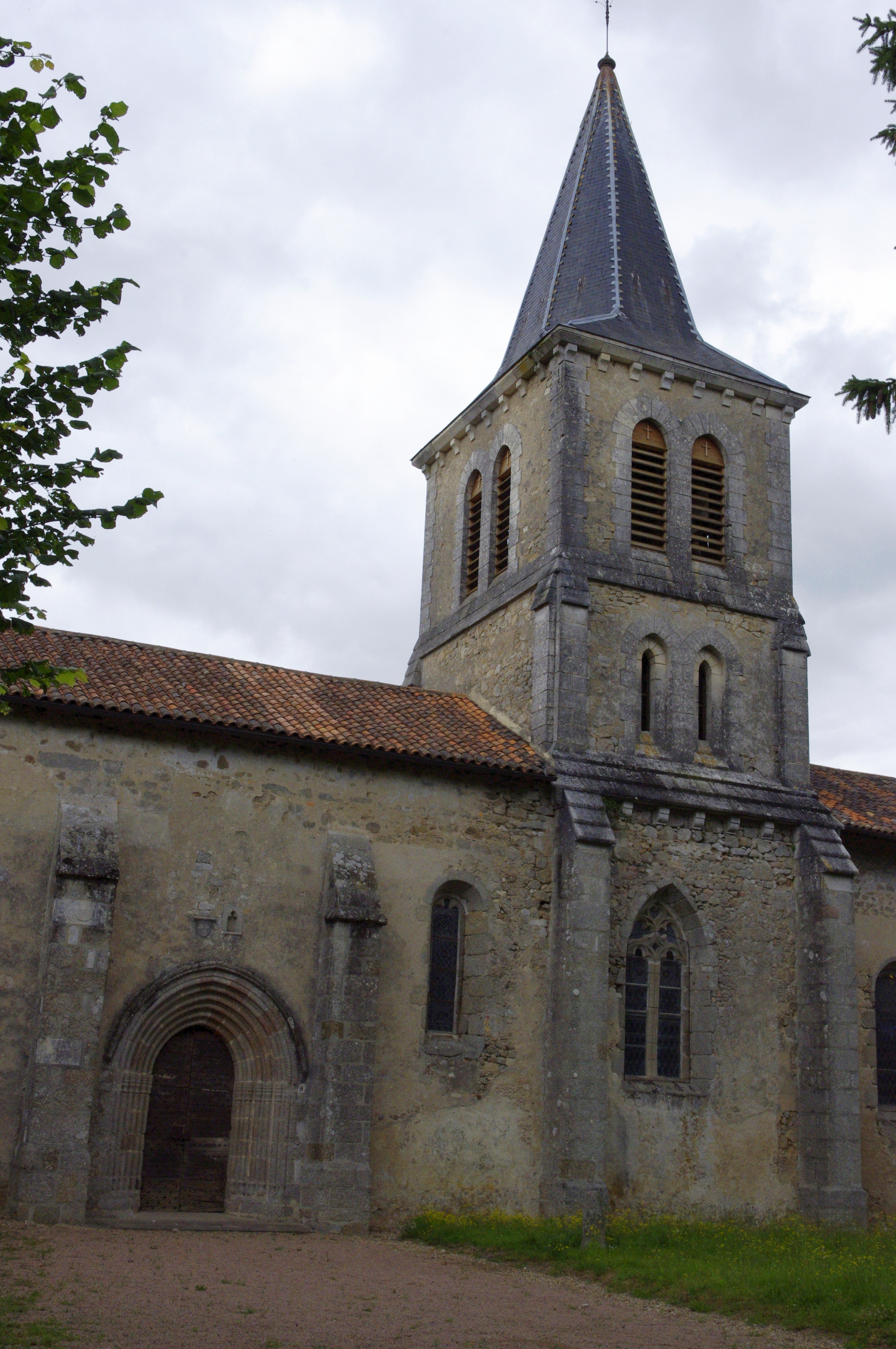
圣艾蒂安教堂

2021年，皮耶居-普吕维耶境内暂无任何文化设施。皮耶居-普吕维耶境内建有图书馆（Bibliothèque），每周三、五、六向公众开放。

### 建筑
皮耶居-普吕维耶境内有多处历史建筑，其中圣艾蒂安教堂（Église Saint-Étienne de Pluviers）、皮耶居塔（Tour de Piégut）等为法国国家文物保护单位，镇中心的诞辰圣母教堂（Église Notre-Dame de la Nativité de Piégut-Pluviers）亦是当地的地标性建筑物。

### 旅游
皮耶居-普吕维耶的旅游事务由其所属的农特龙佩里戈尔市镇公共社区联合各级政府协调负责。2024年，皮耶居-普吕维耶境内共有1家酒店共计5间房间。

### 媒体
法国主要的媒体均可在皮耶居-普吕维耶接收，法国电视三台下属的新阿基坦大区频道在部分时段播出皮耶居-普吕维耶所在多尔多涅省的地方新闻。《西南报》、《多尔多涅自由报》、蓝色法兰西佩里格广播、伊萨贝尔广播等是当地主要的地方性媒体。

## 友好城市
截至2024年11月，皮耶居-普吕维耶暂未建立任何友好城市关系。